# Доконаний вид дієслова
Доко́наний вид дієсло́ва — означає дію із вказівкою на її обмеженість у часі, на її завершеність у минулому або в майбутньому, на її результативність, тобто дію, яка досягла внутрішньої межі, за якою вона, вичерпавши себе, припиняється. Саме тому дієслова доконаного виду вживаються лише у двох часових категоріях: минулому та майбутньому, але зовсім не бувають у теперішньому. На цій підставі формується основна властивість дієслів доконаного виду.
Доконаний вид мають дієслова, яким притаманні такі додаткові елементи значення:
- завершеність дії: побудувати, зорати (поле), переплести, народити, виголосити (промову);
- результативність дії: одержати (нагороду), заробити (стипендію), довести (теорему);
- однократність дії: клюкнути, смикнути, кивнути;
- початок дії: Засурмили сурмачі тривогу; Задзвонили дзвони; Заплакали, заголосили матері і сестри;
- многократність дії: подбати, порозкидати, порозмивати.